# Oenai
Oenai is een bestuurslaag in het regentschap Timor Tengah Selatan van de provincie Oost-Nusa Tenggara, Indonesië. Oenai telt 2596 inwoners (volkstelling 2010).